# اریکا کار
اریکا کار (به لهستانی: Erika Kaar) (زاده ۳ اکتبر ۱۹۸۸) بازیگر اهل لهستان است.
از فیلم‌هایی که وی در آن نقش داشته است، می‌توان به کارگزار من، عناصر ساشا – آتش، ناقوس جنگ، شیوای و صد سال خاندان وینیخ اشاره کرد.